# Bargen (Sciaffusa)
Bargen (toponimo tedesco) è un comune svizzero di 291 abitanti del Canton Sciaffusa. È il comune più settentrionale della Svizzera.